# Окулово (Каменський міський округ)
Оку́лово (рос. Окулово) — село у складі Каменського міського округу Свердловської області.
Населення — 139 осіб (2010, 156 у 2002).
Національний склад станом на 2002 рік: росіяни — 86 %.